# U-30
O Unterseeboot 30 foi um submarino da Kriegsmarine que atuou durante a Segunda Guerra Mundial.

## Comandantes
| Comandante               | Período                                        |
| ------------------------ | ---------------------------------------------- |
| Kptlt. Hans Cohausz      | 8 de Outubro de 1936 - 31 de Outubro de 1938   |
| Hans Pauckstadt          | 15 de Fevereiro de 1938 - 17 de Agosto de 1938 |
| Kptlt. Fritz-Julius Lemp | Novembro de 1938 - Setembro de 1940            |
| Robert Prützmann         | Setembro de 1940 - 31 de Março de 1941         |
| Paul-Karl Loeser         | 1 de Abril de 1941 - Abril de 1941             |
| Hubertus Purkhold        | Abril de 1941 - 22 de Abril de 1941            |
| Oblt. Kurt Baberg        | 23 de Abril de 1941 - 9 de Março de 1942       |
| Oblt. Hermann Bauer      | 10 de Março de 1942 - 4 de Outubro de 1942     |
| Ltn. Franz Saar          | 5 de Outubro de 1942 - 16 de Dezembro de 1942  |
| Oblt. Ernst Fischer      | Maio de 1943 - 1 de Dezembro de 1943           |
| Oblt. Ludwig Fabricius   | 2 de Dezembro de 1943 - 14 de Dezembro de 1944 |
| Oblt. Günther Schimmel   | 17 de Janeiro de 1945 - 23 de Janeiro de 1945  |

## Carreira

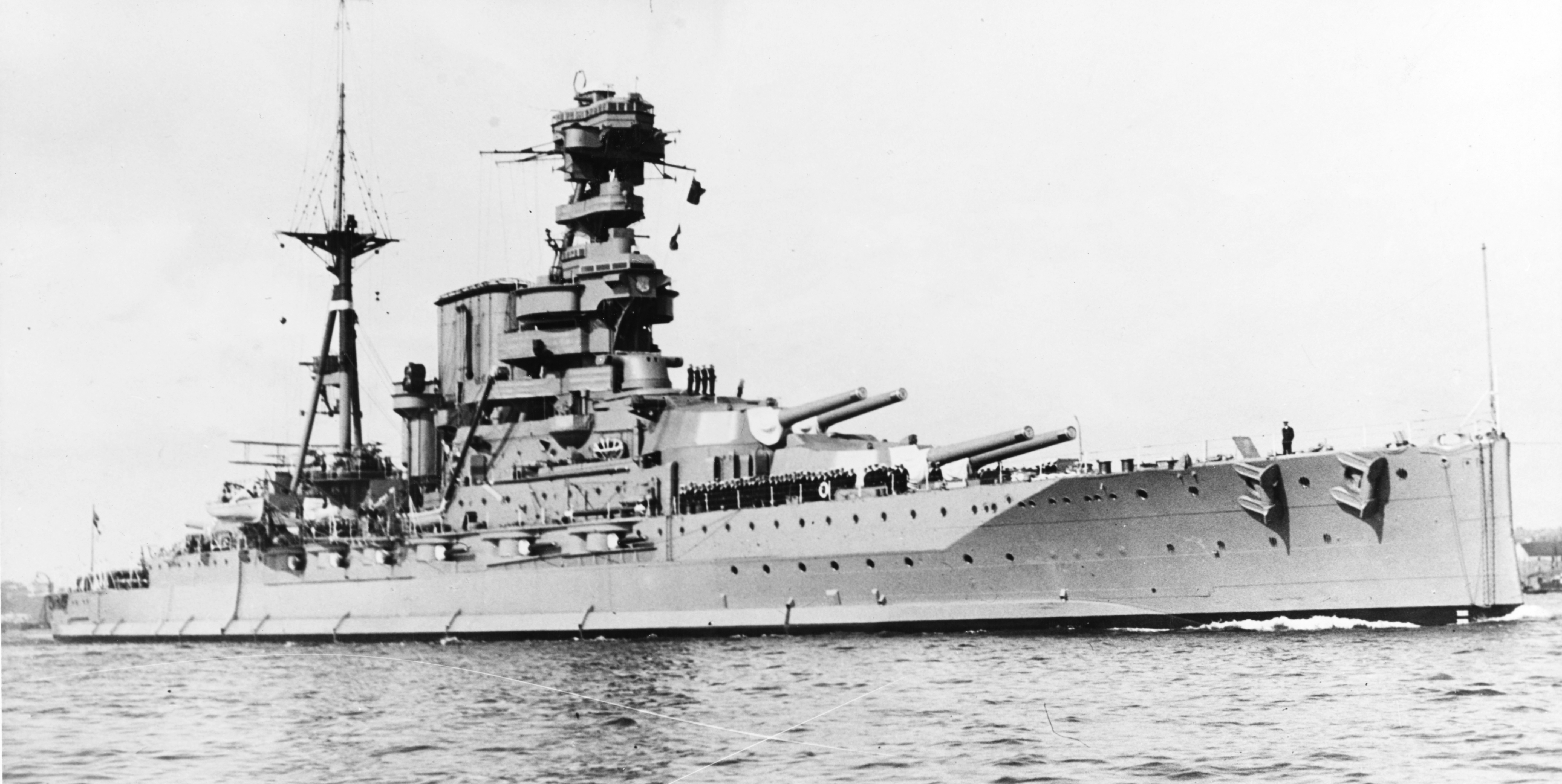
HMS Barham atacado e danificado pelo U-30 em dezembro de 1939.

### Subordinação
| Período                                        | Flotilha                   |
| ---------------------------------------------- | -------------------------- |
| 8 de Outubro de 1936 - 31 de Agosto de 1939    | 2. Unterseebootsflottille  |
| 1 de Setembro de 1939 - 31 de Dezembro de 1939 | 2. Unterseebootsflottille  |
| 1 de Janeiro de 1940 - 30 de Novembro de 1940  | 2. Unterseebootsflottille  |
| 1 de Dezembro de 1940 - 30 de Novembro de 1943 | 24. Unterseebootsflottille |
| 1 de Dezembro de 1943 - 12 de Janeiro de 1945  | 22. Unterseebootsflottille |

### Patrulhas
|       | Comandante               | Partida                | Partida       | Chegada                | Chegada       | Dias     | Toneladas   |
| ----- | ------------------------ | ---------------------- | ------------- | ---------------------- | ------------- | -------- | ----------- |
| 1     | Oblt. Fritz-Julius Lemp  | 22 de Agosto de 1939   | Wilhelmshaven | 27 de Setembro de 1939 | Wilhelmshaven | 37 dias  | 23 206      |
| 2     | Kptlt. Fritz-Julius Lemp | 9 de Dezembro de 1939  | Wilhelmshaven | 14 de Dezembro de 1939 | Wilhelmshaven | 6 dias   |             |
| 3     | Kptlt. Fritz-Julius Lemp | 23 de Dezembro de 1939 | Wilhelmshaven | 17 de Janeiro de 1940  | Wilhelmshaven | 26 dias  | 49 828      |
| 4     | Kptlt. Fritz-Julius Lemp | 11 de Março de 1940    | Wilhelmshaven | 30 de Março de 1940    | Wilhelmshaven | 20 dias  |             |
| 5     | Kptlt. Fritz-Julius Lemp | 3 de Abril de 1940     | Wilhelmshaven | 4 de Maio de 1940      | Wilhelmshaven | 32 dias  |             |
| 6     | Kptlt. Fritz-Julius Lemp | 8 de Junho de 1940     | Wilhelmshaven | 7 de Julho de 1940     | Lorient       | 30 dias  | 22 300      |
| 7     | Kptlt. Fritz-Julius Lemp | 13 de Julho de 1940    | Lorient       | 24 de Julho de 1940    | Lorient       | 12 dias  | 712         |
| 8     | Kptlt. Fritz-Julius Lemp | 5 de Agosto de 1940    | Lorient       | 30 de Agosto de 1940   | Kiel          | 26 dias  | 12 407      |
| Total | Total                    | Total                  | Total         | Total                  | Total         | 189 dias | 108 453 ton |

### Navios afundados e danificados peloU-30
- 16 navios afundados, num total de 86 165 GRT
- 1 navio de guerra auxiliar afundado, num total de 325 GRT
- 1 navio danificado, num total de 5 642 GRT
- 1 navio de guerra danificado num total de 31 100 toneladas

| Data        | Comandante        | Nome da Embarcação      | Toneladas | Nacionalidade |
| ----------- | ----------------- | ----------------------- | --------- | ------------- |
| 3 Set 1939  | Fritz-Julius Lemp | Athenia                 | 13 581    | Reino Unido   |
| 11 Set 1939 | Fritz-Julius Lemp | Blairlogie              | 4 425     | Reino Unido   |
| 14 Set 1939 | Fritz-Julius Lemp | Fanad Head              | 5 200     | Reino Unido   |
| 28 Dez 1939 | Fritz-Julius Lemp | HMS Barbara Robertson   | 325       | Reino Unido   |
| 28 Dez 1939 | Fritz-Julius Lemp | HMS Barham (danificado) | 31 100    | Reino Unido   |
| 11 Jan 1940 | Fritz-Julius Lemp | El Oso                  | 7 267     | Reino Unido   |
| 16 Jan 1940 | Fritz-Julius Lemp | Gracia (danificado)     | 5 642     | Reino Unido   |
| 17 Jan 1940 | Fritz-Julius Lemp | Cairnross               | 5 494     | Reino Unido   |
| 7 Fev 1940  | Fritz-Julius Lemp | Munster                 | 4 305     | Reino Unido   |
| 9 Fev 1940  | Fritz-Julius Lemp | Chagres                 | 5 406     | Reino Unido   |
| 8 Mar 1940  | Fritz-Julius Lemp | Counsellor              | 5 068     | Reino Unido   |
| 20 Jun 1940 | Fritz-Julius Lemp | Otterpool               | 4 876     | Reino Unido   |
| 22 Jun 1940 | Fritz-Julius Lemp | Randsfjord              | 3 999     | Noruega       |
| 28 Jun 1940 | Fritz-Julius Lemp | Llanarth                | 5 053     | Reino Unido   |
| 1 Jul 1940  | Fritz-Julius Lemp | Beignon                 | 5 218     | Reino Unido   |
| 6 Jul 1940  | Fritz-Julius Lemp | Angele Mabro            | 3 154     | Egito         |
| 21 Jul 1940 | Fritz-Julius Lemp | Ellaroy                 | 712       | Reino Unido   |
| 9 Ago 1940  | Fritz-Julius Lemp | Canton                  | 5 779     | Suécia        |
| 16 Ago 1940 | Fritz-Julius Lemp | Clan Macphee            | 6 628     | Reino Unido   |
| Total       | Total             | Total                   | 123 232   |               |